# Сапега, Павел Иванович (умер в 1580)
Па́вел Ива́нович Сапе́га (до 1546 — 1580) — западнорусский шляхтич, государственный деятель Речи Посполитой. Воевода подляшский (1559), каштелян киевский с 1566 года.

## Биография
Представитель рода Сапег герба «Лис», сын Ивана Сапеги и Анны Сангушко.
С 1560 года владел пограничной крепостью Любеч, рассчитанной на борьбу с татарскими набегами. В марте 1566 года стал каштеляном киевским. В 1569 году по условиям Люблинской унии Киевское воеводство отошло Польше, Павел Сапега стал сенатором, но продолжал действовать в интересах Великого княжества Литовского. В 1569 году, ещё до смерти Сигизмунда Августа, вёл переговоры с французскими послами по поводу возвращения в состав Великого княжества Литовского Брацлавского, Киевского и Волынского воеводств в случае избрания на трон Речи Посполитой Генриха Валуа.
Принимал участие в войне с Россией в кампании 1580 года. Скончался в начале декабря 1580 года. Был связан с кальвинистами, но велел похоронить себя в церкви в Лейпунах.
В браке с Анной Григорьевной Ходкевич (женился до марта 1559 года) имел сыновей Яна Петра и Павла, а также дочерей Софии, Елизавету и Анну.